# Esse Milhão É Meu
Esse milhão é meu é um filme brasileiro de 1959 do gênero Comédia, dirigido por Carlos Manga. Embora seguindo em geral o estilo de chanchada típico dos trabalhos do cômico Oscarito, o diretor e o roteirista inseriram alguns elementos do "filme noir" americano, principalmente na perseguição final em um prédio abandonado. Nos números musicais, Francisco Carlos e Altamiro Carrilho. O roteiro é de José Cajado Filho.

## Elenco
- Oscarito... Felismino Tinoco
- Sônia Mamede... Arlete
- Miriam Teresa... Sueli, a sobrinha
- Francisco Carlos... Sílvio
- Margot Louro... Gertrudes
- Zezé Macedo... Augusta, a sogra
- Afonso Stuart ... Janjão, o sogro
- Agildo Ribeiro
- Ribeiro Fortes
- Armando Nascimento
- Augusto Cesar Vanucci... Juscelino
- Derek Wheatley
- Altamiro Carrilho...como ele mesmo

## Sinopse
Felismino Tinoco é um servidor público dedicado, casado com uma mulher megera. Vivem com ele na mesma casa também a sogra faladeira, o sogro dissimulado e a sobrinha estudante. Ao chegar para mais um dia de trabalho, Felismino é surpreendido com a notícia de que ganhara um prêmio de um milhão por te conseguido ir ao trabalho uma semana sem faltar. Os amigos o convencem a ir comemorar o prêmio numa casa noturna, o Sevilla Club. No meio da bebedeira, ele conhece a artista Arlete, que entra em um golpe com seu amante trapaceiro Juscelino para chantagear Felismino e ficar com o dinheiro. A sobrinha fica sabendo da chantagem e tenta ajudar Felismino, mas se coloca em perigo.  